# Los agentes de la KGB también se enamoran
Los agentes de la KGB también se enamoran es una película chilena y rusa del año 1992. Comedia dirigida por Sebastián Alarcón, protagonizada por Sergei Gazarov, Gloria Münchmeyer y Luz Croxatto.

## Sinopsis
Un agente ruso sorprendido por sus superiores en un desliz que involucraba alegres muchachas, es 'castigado' con otro agente con una misión en el último rincón del mundo. Cuando llega a Chile, se olvida de su asignación y se dedica a perseguir muchachitas en una casa de masajes. Ahí conoce a Paola (Luz Croxatto), una joven prostituta de la cual se enamora. Ella tiene como pareja a un joven fresco y explotador (Cristián García-Huidobro), por lo que la llegada del agente ruso será su salvación.

## Reparto
- Sergei Gazarov
- Gloria Münchmeyer - Madame
- Luz Croxatto -  Paola / Francesca
- Cristián García-Huidobro - Diego
- Armen Dzhigarkhanyan
- Luis Alarcón - Don Pedro
- Elvira Lopez - Romina
- Pía Salas
- Leonid Kuravlyov
- Sergei Nikonenko
- Lyusyena Ovchinnikova
- Catalina Guerra - Kathy
- Mikhail Bychkov
- Igor Kashintsev
- Natalya Krachkovskaya
- Olga Tolstetskaya
- Tatiana Yakovleva